# Matematică inginerească
Matematica inginerească este o ramură a matematicii aplicate referitoare la metode și tehnici matematice care sunt utilizate de obicei în inginerie și industrie. Alături de domenii precum fizica inginerească și geologia inginerească⁠(d), care ambele pot aparține categoriei mai largi de știința ingineriei, matematica ingineriei este o materie interdisciplinară motivată atât de nevoile inginerilor privind practica, teoria și alte considerații din afara specializării lor, pentru a fi eficienți în munca lor.

## Descriere
Din punct de vedere istoric, matematica inginerească a constat în mare parte din analiza matematică aplicată, mai ales din domeniile: ecuații diferențiale, analiza reală și cea complexă (inclusiv calculul vectorial și tensorial), teoria aproximării⁠(d) (în sens larg, cuprinzând analiza asimptotică⁠(d), calculul variațional și teoria perturbațiilor⁠(d), teoria reprezentării, analiza numerică), analiza Fourier⁠(d), teoria potențialului⁠(d), precum și algebra liniară și teoria probabilităților. Aceste domenii ale matematicii au fost strâns legate de dezvoltarea mecanicii clasice și a fizicii matematice din acea perioadă. Această istorie a lăsat o moștenire: până la începutul secolului al XX-lea discipline precum mecanica clasică erau adesea predate în cadrul disciplinelor de matematică aplicată din universități, iar mecanica fluidelor poate fi încă predată și în cadrul disciplinelor de matematică aplicată pentru ingineri.
Succesul metodelor moderne de calcul numeric a condus la apariția matematicii computaționale, științei computaționale⁠(d) și ingineriei computaționale⁠(d), care folosesc ocazional calculele de înaltă performanță⁠(d) pentru simularea⁠(d) fenomenelor și rezolvarea problemelor din știință și inginerie. Acestea sunt adesea considerate domenii interdisciplinare, dar prezintă interes și pentru matematica inginerească.
Ramurile specializate sunt optimizarea inginerească⁠(d) și statistica inginerească⁠(d).

## Planuri de învățământ
În universități matematica inginerească constă de obicei din metode matematice și cursuri de modelare matematică.
Planurile de învățământ ale universităților tehnice din România și Republica Moldova prevăd  pentru disciplinele de matematică aplicată 4–6 ore de curs pe semestru în anii I și II, respectiv 2–3 ore de curs în semestrul I al anului III.